# Carol Edouard Daniels
Carol Edouard Daniels, född 1839, död 1921, var en nederländsk medicinsk historiker.
Daniels upprättade ett känt medicinskt-farmaceutiskt museum i Amsterdam.